# Palicourea mello-barretoi
Palicourea mello-barretoi är en måreväxtart som beskrevs av Paul Carpenter Standley. Palicourea mello-barretoi ingår i släktet Palicourea och familjen måreväxter. Inga underarter finns listade i Catalogue of Life.